# Hügelgräber im Illertal bei Tannheim
Die Hügelgräber im Illertal bei Tannheim ist eine Gruppe von über 40 an vier Fundorten lokalisierten Hügelgräbern aus der jüngeren Hallstattzeit (650–475 v. Chr.) bei Tannheim im Landkreis Biberach in Oberschwaben.

## Gräberfeld

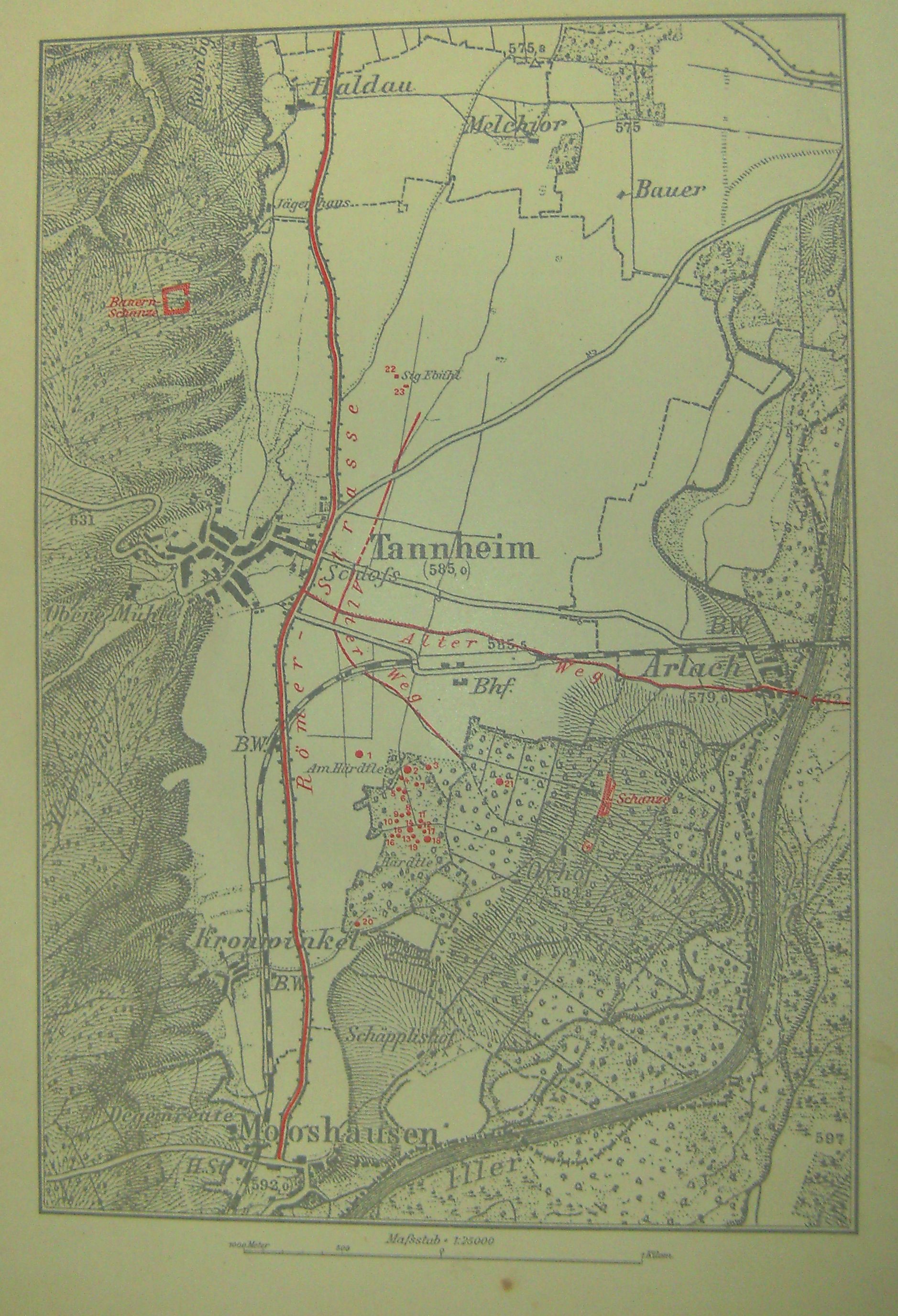
Lageplan

Das Gräberfeld befindet sich ungefähr 500 Meter südlich vom Bahnhof Tannheim, östlich der Landstraße 260 und westlich der Iller, die hier auch die Landesgrenze zwischen Bayern und Baden-Württemberg bildet. Zwischen 1904 und 1909 wurden an dreiundzwanzig Hügelgräbern im Waldgebiet Härdtle Ausgrabungen vorgenommen. Initiiert wurden die Grabungen vom Gräflichen Haus von Schaesberg, auf dessen Grund die Hügelgräber auch heute noch liegen. Die Durchführung der Grabung und Auswertung übernahmen Max Geyr von Schweppenburg und Peter Goessler. Teile der Funde sind im Rathaus von Tannheim, der überwiegende Teil der Sammlung ist im Landesmuseum Württemberg in Stuttgart ausgestellt. 
Die Ausrichtung und Lage der eisenzeitlichen Hügel zueinander ist unbestimmt und folgt keinem kosmischen oder wie auch immer gearteten religiösen, kultischen Schema. Eine astronomische Nutzung konnte nicht nachgewiesen werden. Einzelne Gruppen von Gräbern gehören durch ihre räumliche Nähe zusammen. Es besteht kein Zusammenhang zwischen der Größe des Grabes und der Anzahl der Grabbeigaben. Bei fünf Hügelgräbern handelt es sich um Wagengräber. Die gefundenen Wagen können nicht als Streitwägen oder einer sonstigen militärischen Verwendung zugeordnet werden. Sie waren reine, als Wagengrab verwendete Gebrauchsgegenstände. Beim gut erhaltenen Wagen aus Hügel VIII ist es zweifelhaft, ob er eine Achse aus Eisen hatte oder sonstige Beschläge verwendet wurden. Der feuchte Grund nahe den Altarmen und dem alten Hauptbett der Iller können verantwortlich für den Zersetzungsvorgang an eventuell damals verbauten Eisenteilen sein. Die Gegenstände sind vor allem Gebrauchsgegenstände, die dem Toten auf seiner Reise ins Jenseits mitgegeben wurden. Die gefundenen Gefäße aus Bronze und das Zaumzeug aus Bronze weisen erhebliche Gebrauchsspuren auf. In Hügel IX fand sich eine eiserne Pflugschar. Bei zwei Toten fehlte der Kopf. In Hügel XII wurde eine Sitzbestattung durchgeführt; dies ist schon rein äußerlich erkennbar, da das Grab höher ist. Eine einheitliche Positionierung der Toten in Bezug auf die Himmelsrichtung ist in der Nekropole nicht durchgehend erkennbar. 
Das Fundgebiet liegt im Bereich der Westhallstattkultur. Man kann davon ausgehen, dass das Gräberfeld der schriftlosen Kultur der Kelten zuzuordnen ist. Zu Zeiten des römischen Reichs gehörte das Gebiet zwischen Alpen und Donau zur römischen Provinz Raetia. Einige der dort unterworfenen Völker wurden von den Römern als Vindelici, andere als Raeter benannt. Die Vindeliker waren ein keltisches Volk, das von den Römern unterworfen wurde. Später in der Völkerwanderungszeit während der alemannischen Besiedlung verlieren sich ihre Spuren.

## Bestattung

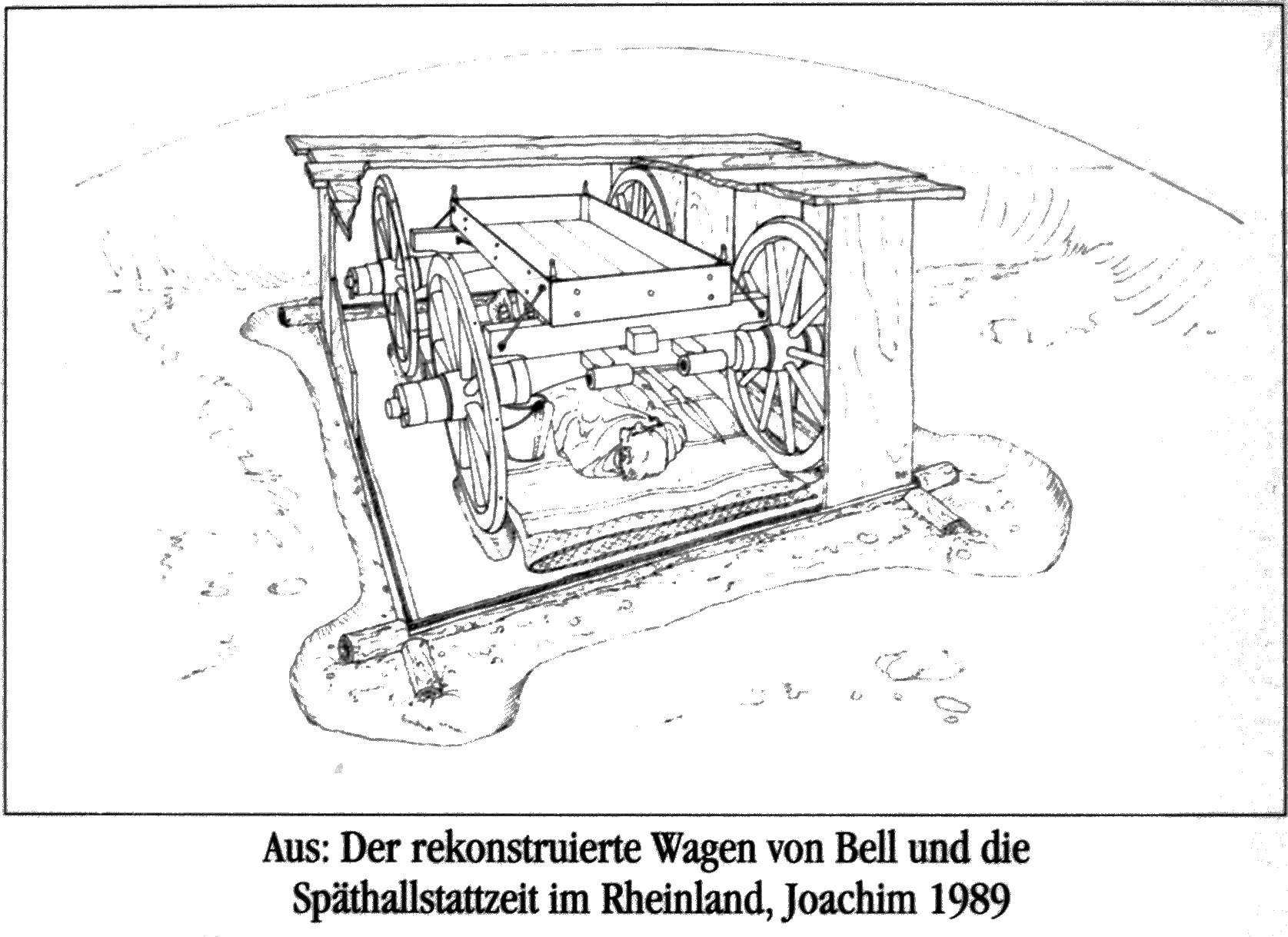
Position des Toten im Wagengrab

Die Bestattung der Toten erfolgte durchgehend unverbrannt und in voller Kleidung. Es wurden keine Skelette von Kindern gefunden. Ein Kultplatz, an dem Menschen- oder Tieropfer dargebracht wurden, ist nicht nachweisbar. In Hügel X und XX wurden Mehrfachbestattungen vorgenommen. In den restlichen dreiundzwanzig untersuchten Hügeln erfolgten Alleinbelegungen mit dem Toten. Vorbereitend wurde der Boden des Grabes mit Lehm bedeckt und hartgestampft (in acht Gräbern nachgewiesen) oder gebrannt (in fünf Gräbern nachgewiesen). Der Tote wurde nicht unter die Erde vergraben, sondern auf der Höhe des den Hügel umgebenden Niveaus beigesetzt. Die Toten wurden nach erfolgter Positionierung von einer lockeren Aufschüttung bis höchstens vierzig Zentimeter bedeckt. Fünfmal wurde die Leiche in Südost-Nordwest-Richtung, einmal von Westen nach Osten, einmal von Südwesten nach Nordosten ausgerichtet. In Hügel XII wurde der Tote sitzend, mit Blickrichtung von Nordnordost nach Südsüdwest beigesetzt. Bei den übrigen Gräbern konnte keine eindeutige Himmelsausrichtung festgestellt werden. Durchgehend lagen die Leichen innerhalb der Hügel auf der Westseite, die Grabbeigaben standen in der Ostseite der Gräber. In acht Fällen lagen die Toten auf einem Brett. In Hügel II, XIII und XI fand man ein gebrochenes Steingewölbe für den Toten vor. Im Hügel V lag der Tote in einem Holzsarg.
Die Aufschüttung wurde mit einer Schicht Lehm überzogen, unter der der Tote mit seinen Gebrauchs- und Kultusgegenständen lag. Auf dieser Schicht wurde ein Feuer entzündet, das den Lehm brannte; in sechs Gräbern fehlt diese gebrannte Lehmschicht. In Hügel VII, VIII und XIV bildeten Steine die Aufschüttung, in Hügel XXIII eine Schicht Holzkohle. Bei zwei Hügeln fehlten diese Schichten. In acht Gräbern wurde auf den Lehm eine Kiesschicht aufgeschüttet.

## Kult und Sonstiges

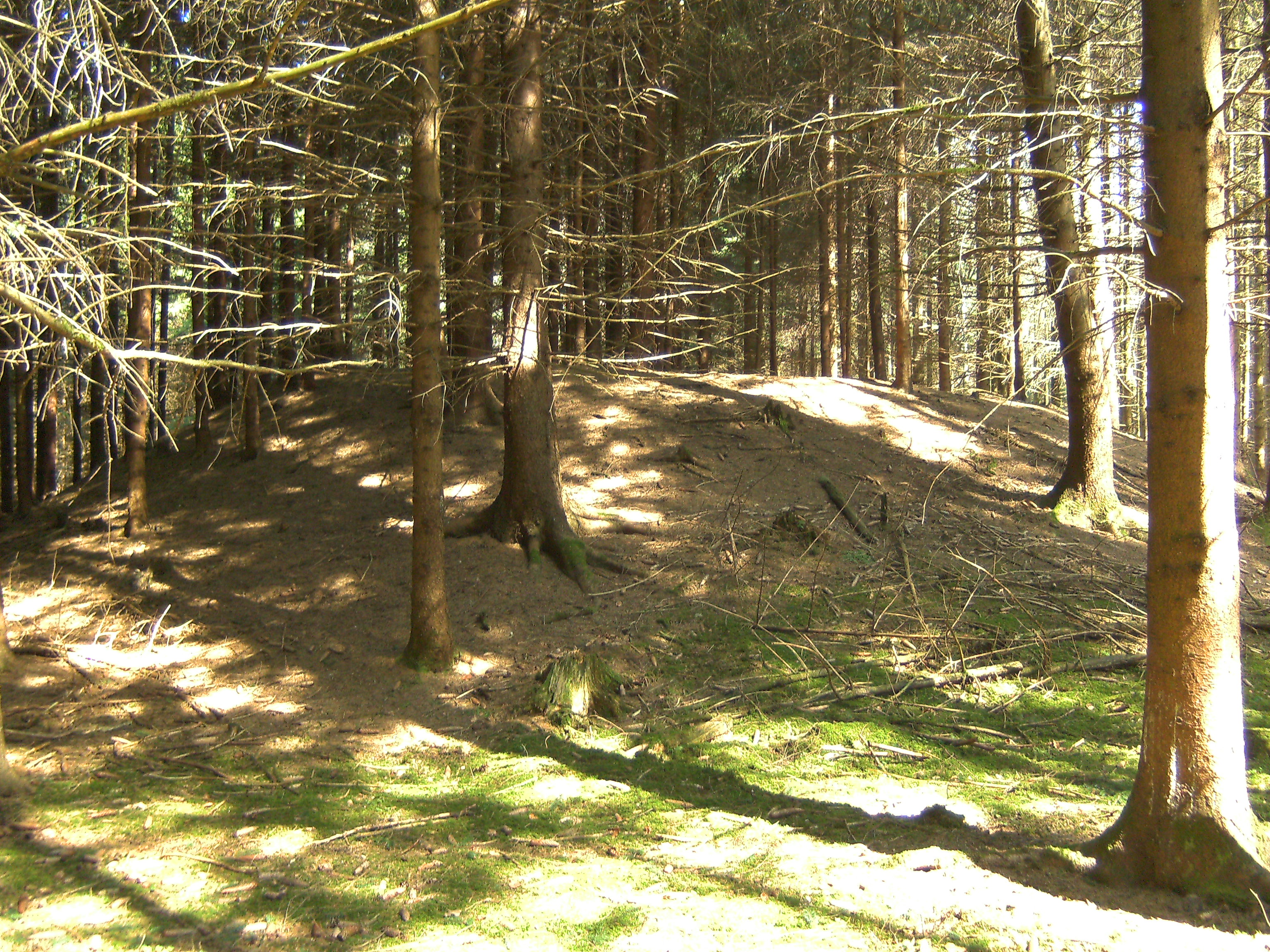
Hügel XXII (Sitzbestattung)

Teilweise wurden die gefundenen Grabbeigaben aus kultischen Gründen vor der Beerdigung zerschlagen. Fast immer finden sich drei Steine unter den Urnen, dessen kultisch-religiöse Bedeutung sich aber unserer heutigen Kenntnis entzieht. In den meisten Urnen wurden Reste von Getreidekörnern gefunden. Die keramischen Urnen wurden ohne Schutz der Erde anvertraut. Bronzegefäße standen eingehüllt in ein Geflecht und mit einem Brett zugedeckt. Die Grabhügel zeichnen sich durch eine Seltenheit an Waffen aus. Es war die Periode des eisernen Langschwerts und der polychromen Keramik. Nadeln und Filbeln als Schmuck fehlen fast vollständig. Zahlreich ist der Pferdeschmuck und sonstige Gebrauchskeramik. Eine Kanne mit Stierkopf sticht hervor. Sie ist in ähnlicher Form bei den Hügelgräberfunden in Salem und in Hallstatt nachgewiesen.
In den letzten einhundert Jahren wurden laufend weitere Funde aus noch älterer oder jüngerer Zeit gemacht. 1913 wurden in der Nähe der Viereckschanze römische Münzen gefunden. Von 1917 bis 1927 während des Baus des Illerkanals und des Stausees Tannheim stieß man auf Funde aus der Stein- und Bronzezeit. Ein aus Quarzitgestein gefertigter Stichel, verschiedene Beile und Nadeln konnten der Mittleren Steinzeit zugeordnet werden. In den Jahren 1885, 1910 und 1937 wurden während Bauarbeiten im Ortskern von Tannheim im Bereich der Hindenburg- und der parallel verlaufenden Alemannenstraße sowie im zuletzt 1997 ausgewiesenen Neubaugebiet Lech-, Memminger Straße jüngere den Alamannen zugeordnete Reihengräber entdeckt. Während die im Baugebiet Am Egelseer Weg gemachten Funde (ein Messer, ein Kurzschwert, ein Schildbuckel usw.) auf die Zeit um 600 n. Chr. datiert werden konnten, stammte ein in der Hindenburgstraße aufgedecktes Grab einer Frau mit vielfältigen Beigaben (Perlen, Bronzeringe, Bügelfibel, Armspange, Beinkamm, Eisenschlüssel und -haken, Kristallkugel usw.) aus der Zeit um 680 bis 700 n. Chr. 
Von den drei 1937 im Bereich der Alemannenstraße entdeckten Gräbern war dem männlichen Bestatteten neben zahlreichen Waffen ein vollständig aufgezäumtes Pferd mit ins Grab gegeben worden.

## Fundtabelle
| Gegenstände       | I | II | III | IV | V | VI | VII | VIII | IX | Hügel X | XI | XII | XIII | XIV | XV | XVI | XVII | XVIII | XIX | XX | XXI | XXII | XXIII | Summe |
| ----------------- | - | -- | --- | -- | - | -- | --- | ---- | -- | ------- | -- | --- | ---- | --- | -- | --- | ---- | ----- | --- | -- | --- | ---- | ----- | ----- |
| Bronzegefäße      | 5 |    |     |    |   |    |     |      |    |         |    |     |      | 2   |    |     |      |       |     |    |     |      |       | 5     |
| Tongefäße         |   | 4  | 8   |    | 2 | 5  | 2   |      | 4  | 14      |    | 2   | 7    |     | 6  |     |      | 1     |     | 2  |     | 12   | 17    | 86    |
| Schwerter         |   |    |     |    |   |    |     |      |    |         |    |     |      |     |    |     |      | 1     | 1   |    |     | 1    |       | 3     |
| Ortband           |   |    |     |    |   |    |     |      |    |         |    |     |      |     |    |     |      |       |     |    |     | 1    |       | 1     |
| Dolche            |   |    |     |    |   |    |     |      |    |         |    |     |      |     |    |     |      |       |     |    |     | 1    |       | 1     |
| Messer            |   |    |     |    | 1 |    |     |      |    |         |    |     |      | 1   |    |     |      |       |     |    |     |      |       | 2     |
| Lanzen            |   |    |     |    |   | 1  |     |      |    |         |    |     |      | 1   |    |     |      |       |     | 1  |     |      |       | 3     |
| Gürtel            |   |    |     |    | 1 |    | 1   |      |    | 2       |    |     |      | 1   |    |     |      |       |     | 1  |     |      |       | 6     |
| Gürtelschließen   |   |    |     |    |   | 1  |     |      |    | 1       |    |     |      |     | 1  |     |      |       |     |    |     |      |       | 3     |
| Gürtelringe       |   |    |     |    |   | 1  |     |      |    | 2       |    |     |      |     |    |     |      |       |     |    |     |      |       | 3     |
| Halsringe         |   |    |     |    |   |    | 1   |      |    |         |    |     |      |     |    |     |      |       |     |    |     |      |       | 1     |
| Ohrringe          |   |    |     |    |   |    |     |      |    | 4       |    |     |      |     |    |     |      |       |     |    |     |      |       | 4     |
| Haarringe         |   |    |     |    |   |    | 1   |      |    |         |    |     |      |     |    |     |      |       |     |    |     |      |       | 1     |
| Bronzearmringe    |   |    |     | 4  | 2 |    | 9   |      | 4  |         |    |     |      |     | 2  |     |      |       | 5   | 2  |     | 2    |       | 30    |
| Eisenarmringe     |   |    |     |    |   |    |     |      |    |         |    |     |      |     |    |     |      |       |     |    |     |      | 1     | 1     |
| Lignitringe       |   |    |     |    | 1 |    |     |      |    |         |    |     |      |     | 1  |     |      |       | 2   |    |     |      | 2     | 6     |
| Bronzefingerringe |   |    |     |    |   |    |     |      |    |         |    |     |      |     | 2  |     |      |       |     |    |     |      |       | 2     |
| Eisenfingerringe  |   |    |     |    |   |    |     |      |    | 2       |    |     |      |     |    |     |      |       |     |    |     |      |       | 2     |
| Fußringe          |   |    |     |    |   |    |     |      |    |         |    |     |      |     |    |     |      |       |     |    |     |      |       |       |
| Nadeln            |   |    |     |    |   |    |     |      |    | 1       |    |     | 2    |     |    |     |      |       |     |    |     |      |       | 3     |
| Bernsteinperlen   |   |    |     |    |   |    |     |      |    | 5       |    |     |      |     | 5  |     |      |       | 27  | 5  |     |      |       | 42    |
| Eisentrensen      |   |    |     |    |   |    |     |      |    |         |    |     |      |     |    |     |      |       |     |    |     |      |       |       |
| Bronzetrensen     |   |    |     |    |   |    |     |      | 2  |         |    | 2   |      |     |    |     |      |       |     |    |     |      |       | 4     |
| Geschirrknöpfe    |   |    |     |    |   | 7  |     |      | 31 |         |    |     |      | 5   |    |     | 6    |       |     |    | 1   |      |       | 50    |
| Geschirrringe     |   |    |     |    |   |    |     |      |    |         |    |     |      |     |    |     |      |       |     |    |     |      |       |       |
| Bronzezierstangen |   |    |     |    |   |    |     |      |    |         |    |     | 4    |     |    |     |      |       |     |    |     |      |       | 4     |
| Wagen             | 1 |    |     |    |   | 1  |     | 1    |    |         |    |     |      |     |    | 1   |      |       |     |    | 1   |      |       | 5     |
| Pflugschar        |   |    |     |    |   |    | 1   |      |    |         |    |     |      |     |    |     |      |       |     |    |     |      |       | 1     |
| Summe             | 6 |    |     |    |   |    |     |      |    |         |    |     |      |     |    |     |      |       |     |    |     |      |       |       |